# Van Ingen (geslacht)

Van Ingen is een Nederlandse, adellijke familie die in 1816 in de Nederlandse adel werd verheven en in 2000 uitstierf.

## Geschiedenis
De stamreeks begint met Geert van Ingen die tussen 1420 en 1441 schepen en raad van Kampen was. Tot het eind van de 18e eeuw bleven leden van deze familie bestuurders van deze stad. In 1816 werd een lid van deze familie verheven in de Nederlandse adel. In 1912 en 1921 gebeurde dat voor twee andere leden van dit geslacht.
In 2000 stierf het geslacht uit nadat de laatste telg, acteur Eric van Ingen (1921-2000), overleed.

## Enkele telgen
- Jhr. mr. Hendrik Pilgrum Marius Cato van Ingen (1816-1874), burgemeester
- Jhr. Eric Inayat Eduard van Ingen (1921-2000), acteur; trouwde in 1959 met actrice Marianne van Waveren (1923-2007)